# Ramona Perramon Vila
Ramona Perramon Vila (29 d'agost de 1898, Vic - 28 de juliol de 1936) fou una religiosa catalana de les Dominiques de l'Anunciata martiritzada i morta durant la persecució religiosa de la Guerra civil espanyola. Fou beatificada pel papa Benet XVI el 28 d'octubre de 2007. La seva festa se celebra el 6 de novembre.

## Biografia
Nascuda a Vic, serví com mestressa de casa i cuidant nens, i treballà en una fàbrica tèxtil abans de freqüentar l'escola de les Dominiques de l'Anunciata, congregació en què entrà el 13 de setembre de 1920 i professà el 5 d'abril de 1928. El 1922 ja es trobava al convent del carrer Trafalgar de Barcelona.
El 27 de juliol de 1936, durant la persecució religiosa de la Guerra civil espanyola, el convent de Trafalgar fou assaltat per milicians i interrogaren les germanes. Identificades cinc d'elles, Ramona Fossas Romans, Adelfa Soro, Ramona Perramon Vila i Otilia Alonso, les traslladaren a diferents comitès, on les obligaren a renunciar a la seva condició de religioses per obtenir la llibertat, però elles s'hi negaren. Els milicians comunistes les pujaren a un camió i les portaren a Vallvidrera, on les dispararen una a una a mesura que baixaven del vehicle. Un grup de metges d'un campament proper hi acudiren poc després. Trobaren mortes tres de les religioses, però dues d'elles, ella mateixa i Otilia Alonso, sobrevisqueren algunes hores i les traslladaren a un hospital, on pogueren narrar el que els havia passat.